# Live It Up (песня Ники Джема)
«Live It Up» — песня пуэрто-риканского певца Ники Джема, исполненная совместно с американским актёром и рэпером Уиллом Смитом и косовской певицей Эрой Истрефи для предстоящего The Official Album of the 2018 FIFA World Cup. Композиция была выбрана официальной песней чемпионата мира по футболу 2018. Дипло выступил продюсером трека, релиз которого состоялся 25 мая 2018 года.

## История
21 мая 2018 года Уилл Смит поведал в социальных сетях, что он вместе с певцом Ники Джемом будет работать над официальной песней чемпионата мира по футболу 2018, разместив послание: «One Life to Live. Live it Up». Ники Джем же отметил, что создание официальной песни чемпионата мира по футболу — важное достижение в его жизни, о котором он с гордостью сможет рассказать своим внукам.

## Музыкальное видео
Релиз музыкального видеоклипа состоялся 8 июня 2018 года. В нём были представлены исполнители песни: Ники Джем, Уилл Смит и Эра Истрефи, а также бразильский футболист Роналдиньо и кадры с предыдущего чемпионата мира по футболу.

## Чарты и сертификация
| Чарт (2018)                                | Лучшая позиция |
| ------------------------------------------ | -------------- |
| Argentina (Monitor Latino)                 | 7              |
| Австрия (Ö3 Austria Top 40)                | 17             |
| Бельгия/Фландрия (Ultratip Bubbling Under) | 23             |
| Бельгия/Валлония (Ultratip Bubbling Under) | 2              |
| Чехия (Rádio — Top 100)                    | 52             |
| Чехия (Singles Digitál Top 100)            | 67             |
| Франция (SNEP)                             | 42             |
| Германия (GfK)                             | 21             |
| Венгрия (Single Top 40)                    | 2              |
| Венгрия (Stream Top 40)                    | 17             |
| Italy (FIMI)                               | 68             |
| Нидерланды (Dutch Top 40)                  | 25             |
| Нидерланды (Single Top 100)                | 78             |
| Польша (Polish Airplay Top 100)            | 6              |
| Польша (Dance Top 50)                      | 1              |
| Slovenia (SloTop50)                        | 35             |
| Spain (PROMUSICAE)                         | 59             |
| Sweden (Sverigetopplistan)                 | 24             |
| Швейцария (Schweizer Hitparade)            | 32             |

| Регион                                                      | Сертификация | Продажи |
| ----------------------------------------------------------- | ------------ | ------- |
| Швейцария (IFPI Switzerland)                                | Золотой      | 10 000  |
| ^ Данные о тиражах приведены только на основе сертификации. |              |         |

## Хронология издания
| Страна | Дата        | Формат           | Лейбл                    |
| ------ | ----------- | ---------------- | ------------------------ |
| США    | 25 мая 2018 | Digital download | Sony Music Entertainment |